# 大幸勇吉
大幸 勇吉（おおさか ゆうきち、1867年1月17日（慶応2年12月12日）- 1950年（昭和25年）9月9日）は、日本の化学者。京都帝国大学名誉教授。
物理化学の基礎を池田菊苗と共に生み出したことで知られている。

## 経歴・人物
士族であった雨夜平八の次男として加賀に生まれる。東京帝国大学に入学し櫻井錠二から理論化学を学ぶ。1892年（明治25年）に卒業後、第五高等学校を経て東京女子師範学校（現：お茶の水女子大学）にて教鞭を執った。
1899年（明治32年）には親交のあった池田と共にドイツに研究のため留学した。ライプツィヒ大学に入学し、同大学の教授であったヴィルヘルム・オストヴァルトから触媒作用研究に携わり、後に転校しゲッティンゲン大学にてヴァルター・ネルンストから電気化学を学ぶ。1902年（明治35年）に帰国後は、京都帝国大学理工科大学にて教鞭を執った。後に大幸の研究成果を記録した著書を刊行し、中でもその著書に言及されている「水と塩類の平衡」は削石の精製過程となったことにより、日本だけでなく欧米等世界的に普及していった。この成果により後に理学博士に認定された。1903年京大教授、1928年退官、名誉教授。1932年帝国学士院会員。

## 栄典
位階
- 1911年（明治44年）7月20日 - 従四位[3]
- 1921年（大正10年）9月30日 - 従三位[4]

勲章
- 1906年（明治39年）12月27日 - 勲五等瑞宝章[5]

## 著書
- 『物理化学講義』- 1907年（明治40年）出版、日本初の物理および化学における教科書[2]。
- 『物理化学』- 1911年（明治44年）出版、上記の改訂版[2]。

## 家族
- 実父：雨夜平八 - 石川県士族[6]。
- 養父・大幸幸長
- 妻：大幸とめ - 下山秀久の妹[6]
  - 二女：下村百世（1897年生） [6] - 下村寿一の妻[7]
  - 長男：大幸甫（1904-1952）[6] - 東京文理科大学物理学教授。東京帝国大学大学院卒。妻の重子は石黒忠篤の長女。[8]
  - 四女・武井万寿（1910年生） - 武井武の妻。
  - 二男：大幸正二（1913年生） - 農学士
  - 五女：小寺寿代（1916年生） - 京都工芸繊維大学教授・小寺熊三郎（小寺源吾三男）の妻。熊三郎の弟に小寺武四郎、小寺新六郎。